# Črno jezero (Julské Alpy)
Črno jezero je ledovcové jezero ve Slovinsku. S nadmořskou výškou 1319 m je nejníže položeným a díky tomu také nejteplejším jezerem v Dolině Sedmi Triglavských jezer. Leží v uzavřeném údolí uprostřed lesa těsně nad okrajem Komarče. Je 150 m dlouhé a 80 m široké. Dosahuje maximální hloubky 6 m. Rozloha činí přibližně 1 ha.

## Vodní režim
Jezero nemá povrchový přítok ani odtok. Voda do něj přitéká pod zemí z výše položených jezer a odtéká do vodopádu Savica, a dále do Bohinjského jezera.

## Ochrana přírody
Celé povodí jezera se nachází na území Triglavského národního parku. V jezeře žije několik druhů vodních živočichů.

## Přístup
Pleso je přístupné pěšky po celý rok.
- po  červené značce od Bregarjeva zavetišča na planině Viševnik - 1 hodina.
- po  červené značce od Koči pri Triglavskih jezerih přes Belou skalu a Lopučniškou dolinou - 1 hodina.
- po  červené značce od Domu na Komni - 2 hodiny.
- po  červené značce od Koči pri Savici přes Komarču - 2 hodiny.
- po  červené značce z Ukance přes Komarču - 3 hodiny.